# Дипломатически мисии на Кабо Верде
Това е списък на дипломатическите мисии на Кабо Верде, с изключение на почетните консулства.

## Европа
- Австрия
  - Виена (посолство)
- Белгия
  - Брюксел (посолство)
- Германия
  - Берлин (посолство)
- Италия
  - Рим (посолство)
- Люксембург
  - Люксембург (посолство)
- Португалия
  - Лисабон (посолство)
- Русия
  - Москва (посолство)
- Франция
  - Париж (посолство)

## Северна Америка
- Куба
  - Хавана (посолство)
- САЩ
  - Вашингтон (посолство)
  - Бостън (косулство)

## Южна Америка
- Бразилия
  - Бразилия (посолство)

## Африка
- Ангола
  - Луанда (посолство)
- Етиопия
  - Адис Абеба (посолство)
- Сенегал
  - Дакар (посолство)

## Азия
- Китай
  - Пекин (посолство)

## Международни отношения
- - Адис Абеба - Африкански съюз
  - Брюксел - ЕС
  - Лисабон - Общност на португалоезичните държави
  - Ню Йорк - ООН
  - Париж - ЮНЕСКО